# Инсулинова помпа
Инсулиновата помпа е малко, компютъризирано устройство, създадено специално за болните от диабет, чрез която подкожно се въвежда необходимата на пациента доза инсулин. Чрез своето устройство и начин на приложение, тя улеснява значително живота на болни от захарен диабет тип 1, а в по-малка степен и на захарен диабет тип 2. Освен своите компактни размери, инсулиновите помпи имат и много други характеристики, които ги правят все по-привлекателни:
- дистанционно управление;
- изключително прецизна дозировка, съобразена с нуждите на пациента;
- програмирана памет;
- различни опции за болус дозата.

Проучване на американския „Научен вестник за диабетните науки и технологии“, направено през 2010 г. установява, че инсулиновите помпи са по-известни дори и от инсулиновите писалки сред американците с диабет тип 1, като 20% от болните използват такова медицинско устройство ежедневно.

## История
В началото на 60-те години на XX век доктор Арнолд Кадиш създава първата инсулинова помпа в Лос Анджелис, Калифорния. Първите произведени помпи са с размерите на раница и неточни по отношение на безопасната доза инсулин, която въвеждат в човешкото тяло. През 1976 г. друг американски учен – Дийн Кармен създава по-компактен вариант на устройството.
Едва през 90-те години на инсулиновите помпи започва да се гледа като на потенциален алтернативен метод в лечението на диабет тип 1. За това спомага и значителното редуциране на размерите на инсулиновите помпи. Те стават по-сигурни и по-лесни за употреба, което повишава интереса към тях, докато не се превърнат в един от най-търсените алтернативни методи за контролиране на диабет.

## Начин на действие
Помпата осигурява внасянето на инсулин в организма, работейки в две направления:
1. Доставка на „основен“ инсулин („basal“ insulin) – представлява точно измерена ниска и постоянна доза инсулин между храненията.
2. Доставка на болус доза (bolus dosis) – бързо действащ инсулин за контрол на повишената кръвна захар непосредствено след хранене.

Главната задача на инсулиновата помпа е да достави точно определена доза инсулин в мастната тъкан, а оттам и в кръвообращението на диабетно болния, имитирайки нормалното освобождаване на хормона в здравия човешки организъм.

## Устройство
Инсулиновата попма има много просто устройство. Чрез бутоните се регулира количеството инсулин, а дисплеят доставя информация за избраната доза. Чрез пластична тръбичка хормонът прониква през кожата посредством малка игла или канюла и достига мастната тъкан. Малък мотор избутва инсулина от резервоар с вместимост около 3 ml към тръбичката, а оттам през иглата – в организма. Иглата може да се постави в тези части от тялото, които са подходящи за инжекционни апликации, като се препоръчва периодична смяна на мястото на въвеждане (през 2 – 3 дни), подобно на традиционните инсулинови инжекции.
Помпата може да се закача за колани, малки торбички или джобове на различни части на тялото – коремна област, ръка, бедро и др. Разработени са и друг вид помпи, които работят на същия механизъм, но се закрепват директно върху кожата.

## Предимства и недостатъци
Основни предимства на инсулиновата помпа:
- Непрекъснато навлизане на ниски дози инсулин между храненията и болус доза след хранене.

- Избягва се ежедневното многократно убождане.

- По-прецизна дозировка в сравнение с инсулиновите инжекции.

- По-ранна доставка на болус доза с бързо действащ инсулин след всяко хранене.

- По-малко ограничения в хранителния прием.

- Намалява риска от епизоди с много ниска концентрация на глюкоза.

- Позволява на болния да тренира без да увеличава количеството на въглехидратите.
- По-добър контрол над болестта.

Основни недостатъци на инсулиновата помпа:
- Пациентът не трябва да спира да следи нивото на кръвната си захар.

- Необходима е смяна на резервоара и батериите на помпата.

- Може да доведат до загуба на тегло или диабетна кетоацидоза.

- Висока цена.

- Известен дискомфорт през първите седмици на употреба.

- Съществува известен риск от замърсяване и инфекция на мястото на въвеждане на иглата, необходимост от редуване на мястото на въвеждане на инсулина.

- Преустановяване на подаването на хормона, поради различни причини без това да бъде забелязано от болния навреме.

- Трябва да се изключи и отстрани временно, ако има риск от намокряне на апарата.